# Danau Gerak
Danau Gerak is een bestuurslaag in het regentschap Muara Enim van de provincie Zuid-Sumatra, Indonesië. Danau Gerak telt 736 inwoners (volkstelling 2010).